# Dékáni Kálmán
Dékáni Kálmán (írói álnevei: Földeáki Kálmán, Krónikás, Nessune, Pedagógus, Sine.)
(Szováta, 1875. november 26. – Nagysajó, 1925. október 9.) magyar történetíró, szerkesztő.

## Életpályája
1898-ban Kolozsvárt végezte az egyetemet, 1902-től a marosvásárhelyi református kollégium tanára, 1910-től a Kemény Zsigmond Társaság alelnöke. 1912-től egyetemi magántanár a magyar történelem középkori forrásai tárgyköréből; 1918-tól a marosvásárhelyi kollégiumi nagykönyvtár őre és a Teleki-téka főkönyvtárosa. Történelmi tanulmányai helyi és szakfolyóiratokban, az Erdélyi Múzeumban, 1919 után a Zord Idő, Székelyföld, Pásztortűz, Magyar Kisebbség, Erdélyi Irodalmi Szemle hasábjain jelentek meg.
Szerepe volt a romániai magyar irodalmi élet megszervezésében, 1920-21-ben Berde Máriával és Molter Károllyal a Zord Idő szerkesztője. Latinból lefordította és kiadta Einhard Nagy Károly élete (Budapest, 1901) és Küküllei János Nagy Lajos király viselt dolgairól (Brassó, 1906) c. munkáját, valamint János minorita Nagy Lajosról szóló krónikatöredékét (Budapest, 1910).